# 理查德·谢尔登
理查德·谢尔登（英語：Richard Sheldon，1878年7月9日—1935年1月23日），美国男子田径运动员。他曾代表美国参加1900年夏季奥林匹克运动会田径比赛，获得一枚金牌和一枚铜牌。